# 1720 w literaturze
Wydarzenia literackie w 1720 roku.

## nowe książki
- praca zbiorowa – A New Miscellany of Original Poems
- Arthur Blackamore – The Perfidious Brethren
- Thomas Boston – Human Nature in its Four-fold State
- Jane Brereton – An expostulatory Epistle to Sir Richard Steele upon the Death of Mr. Addison
- Thomas Brown – The Remains of Mr. Thomas Brown
- William Rufus Chetwood – The Voyages, Dangerous Adventures, and Miraculous Escapes of Capt. Richard Falconer
- Samuel Croxall – The Fair Circassian
- Daniel Defoe – Memoirs of a Cavalier
  - – Serious Reflections During the Life and Surprising Adventures of Robinson Crusoe
- John Gay – Poems on Several Occasions
- Charles Gildon – All for the Better (fiction)
- Thomas Hearne – A Collection of Curious Discourses
- Aaron Hill – The Creation
- Edward Hyde, 1. hrabia Clarendon – The History of the Rebellion and Civil Wars in Ireland
- Hildebrand Jacob – The Curious Maid
- Delarivière Manley – The Power of Love (novels)
- Alexander Pennecuik – Streams From Hellicon
- Alexander Pope – The Iliad of Homer v, vi
- Matthew Prior – The Conversation
- Allan Ramsay – A Poem on the South-Sea